# ウラジーミル・アスタポフスキー
ウラジーミル・アレクサーンドロヴィチ・アスタポフスキー（ロシア語: Владимир Александрович Астаповский、1946年7月16日 - 2012年4月12日）は、現ロシア・ブリャンスク州、ブリャンスク出身の元サッカー選手。現役時代のポジションはGK。

## 来歴
1946年、現・ロシアのブリャンスク州の州都ブリャンスクで生まれ、FCディナモ・ブリャンスクのサッカースクールでヨシフ・モチャニスの指導の下でサッカーを始めた。1960年代にバクーに移動し海軍学校でサッカーを学び、その後ネフチ・バクーのユースで過ごす。後に軍に徴兵され海軍(魚雷艇)に配属。1965年にСКЧФセヴァストポリ(現・ウクライナ)監督のウラジーミル・ニカノロフにより招待され移籍を果たす。移籍後ニカノロフはクラブを去ったが、新しいチームで足がかりを得る事に成功。1969年、現ロシアのPFC CSKAモスクワへ移籍した。CSKAでは第3ゴールキーパーであったために1年間は試合に出場することはなく、1970年3月8日のFCシャフタール・ドネツク戦でデビューをした。1972年以降は正ゴールキーパーとして出場。1975年にはオリンピックのソビエト連邦代表デビューした。1976年のモントリオールオリンピックでは銅メダル獲得に貢献。ソビエト連邦年間最優秀選手賞を獲得した。1980年CSKAに新監督が就任した事からクラブを去った。1981年、極東のFC SKA・ハバロフスクに移籍。しかし、モチベーションが低下しパフォーマンスを維持出来なかった事から現役引退をした。
引退後はモザンビークのナンプラに本拠地を置くクラブで半年間コーチを務めた。モスクワに戻ってからはドライバーや警備員に就く。2004年以来、CSKAモスクワやスパルタク・モスクワのスポーツ・スクールで働き、クラスノアルメイスクの女子サッカークラブではゴールキーパーコーチとして働いた。近年は多くの病気を抱え、2012年4月12日にモスクワで死去した。65歳没。ホヴァンスコエ墓地に埋葬されている。

## 所属クラブ
- СКЧФセヴァストポリ 1966-1968
- PFC CSKAモスクワ 1969-1980
- FC SKA・ハバロフスク 1981-1982

## タイトル

### 個人
- ソビエト連邦年間最優秀選手賞：1 (1976)
- ソビエト連邦年間最優秀GK賞：1 (1976)